# Masaż leczniczy
Masaż leczniczy – techniki masażu stosowanego w dziedzinie medycyny przez fizjoterapeutów oraz techników masażystów. Masaż ten obejmuje szeroki wachlarz procedur, których wykonywanie w ściśle określony sposób stosuje się w profilaktyce i leczeniu schorzeń narządów i układów ciała człowieka.
Masaż leczniczy składa się ze specjalistycznych technik masażu wykonywanych w określonym porządku, które wywołują zarówno reakcję miejscową (np. pobudzenie krążenia i limfy), jak i ogólnoustrojową poprzez stymulację układu nerwowego. Oddziałuje korzystnie na wiele struktur organizmu: usuwa martwy naskórek, poprawia ukrwienie i odżywianie skóry; zwiększa dotlenienie mięśni, przyspiesza usuwanie produktów przemiany materii i reguluje ich napięcie; wzmacnia elastyczność stawów i kondycję więzadeł; usprawnia krążenie krwi i chłonki, redukuje obrzęki i obciążenie serca; a także może działać zarówno uspokajająco, jak i pobudzająco na układ nerwowy, w zależności od zastosowanych chwytów i intensywności – od głaskania po wibrację.